# Сяо Яньнін
Сяо Яньнін (23 лютого 1998) — китайська синхронна плавчиня. 
Чемпіонка світу з водних видів спорту 2017 року, призерка 2015, 2019 років.
Переможниця Азійських ігор 2018 року.

## Виступи на Олімпіадах
| Олімпіада | Дисципліна | Місце |
| --------- | ---------- | ----- |
| Токіо     | групи      | 2     |